# Barsum (biskup koptyjski)
Barsum (wł. Adil Fam, ur. 25 listopada 1946 w Fajum) – duchowny Koptyjskiego Kościoła Ortodoksyjnego, od 1986 biskup Dajrutu.

## Życiorys
9 kwietnia 1977 złożył śluby zakonne w monasterze Syryjczyków. Święcenia kapłańskie przyjął 3 stycznia 1981. Sakrę biskupią otrzymał 22 czerwca 1986.